# Эстес, Ричард
Ричард Эстес (англ. Richard Estes; род. 14 мая 1932, Кевани, штат Иллинойс, США) — американский художник, работающий в стиле фотореализма.

## Жизнь и творчество
Называет себя художником-реалистом. Наряду с Одри Флэк и Чаком Клоузом относится к числу ведущих фотореалистов первого поколения. Во время своей учёбы в чикагском Институте искусств интересовался в первую очередь традиционной академической живописью. С 1967 года занят разработкой собственной тематики, в которой не имеет конкуренции — изображение современных урбанистических ландшафтов, большого города конца XX века.
В равномерность и точность фотореалистического изображения у Р. Эстеса временами прорываются черты абстрактной живописи. По выражению самого художника, «действительность меняют по своему вкусу». Целью его искусства является не простое реалистическое повторение видимого, но некая «идеальная реальность» (ideal reality), которая отображает совершенные, рационально организованные структуры и объекты, имеющие в своей сути гораздо больше общего с нашей реальностью, чем просто увиденное вокруг. Разработал свою особую методику изображений, когда в результате комбинирования многих фотоснимков получается не всегда корректная с точки зрения художественной перспективы, но весьма зрелищная общая панорама (в том числе и таких классических сюжетов, как виды Венеции или Парижа). В результате возникает некая сюрреалистическая «сверхреальность», отличающая полотна Р. Эстеса от абстракций его коллег.